# Traill Ø
Traill Ø is een onbewoond eiland in Nationaal park Noordoost-Groenland in het oosten van Groenland. Het is een van de drie grotere eilanden in het fjordensysteem van het Koning Oscarfjord.
Het eiland is vernoemd naar de Britse natuurkundige, chemicus, meteoroloog en zoöloog Thomas Stewart Traill.

## Geografie
Het eiland wordt in het noorden begrensd door de Vega Sund, in het oosten door de Groenlandzee, in het zuiden door Davy Sund en in het westen door het Koning Oscarfjord. In het oosten snijdt het Mountnorrisfjord in het eiland in. Aan dit fjord ligt er op het eiland de Bredgletsjer. Het zuidwestelijke uiteinde van het eiland is Kaap Simpson.
Aan de overzijde van het water ligt in het zuiden Scoresbyland met de Stauningalpen en Jamesonland, in het westen Lyellland, in het noordwesten Ella Ø en in het noorden Geographical Society Ø.
Het eiland heeft een oppervlakte van 3.452 vierkante kilometer en het hoogste punt ligt op 1.884 meter.